# Ammophila holosericea
Ammophila holosericea är en biart som först beskrevs av Fabricius 1793.  Ammophila holosericea ingår i släktet Ammophila och familjen grävsteklar. Inga underarter finns listade i Catalogue of Life.